# Меланезійці

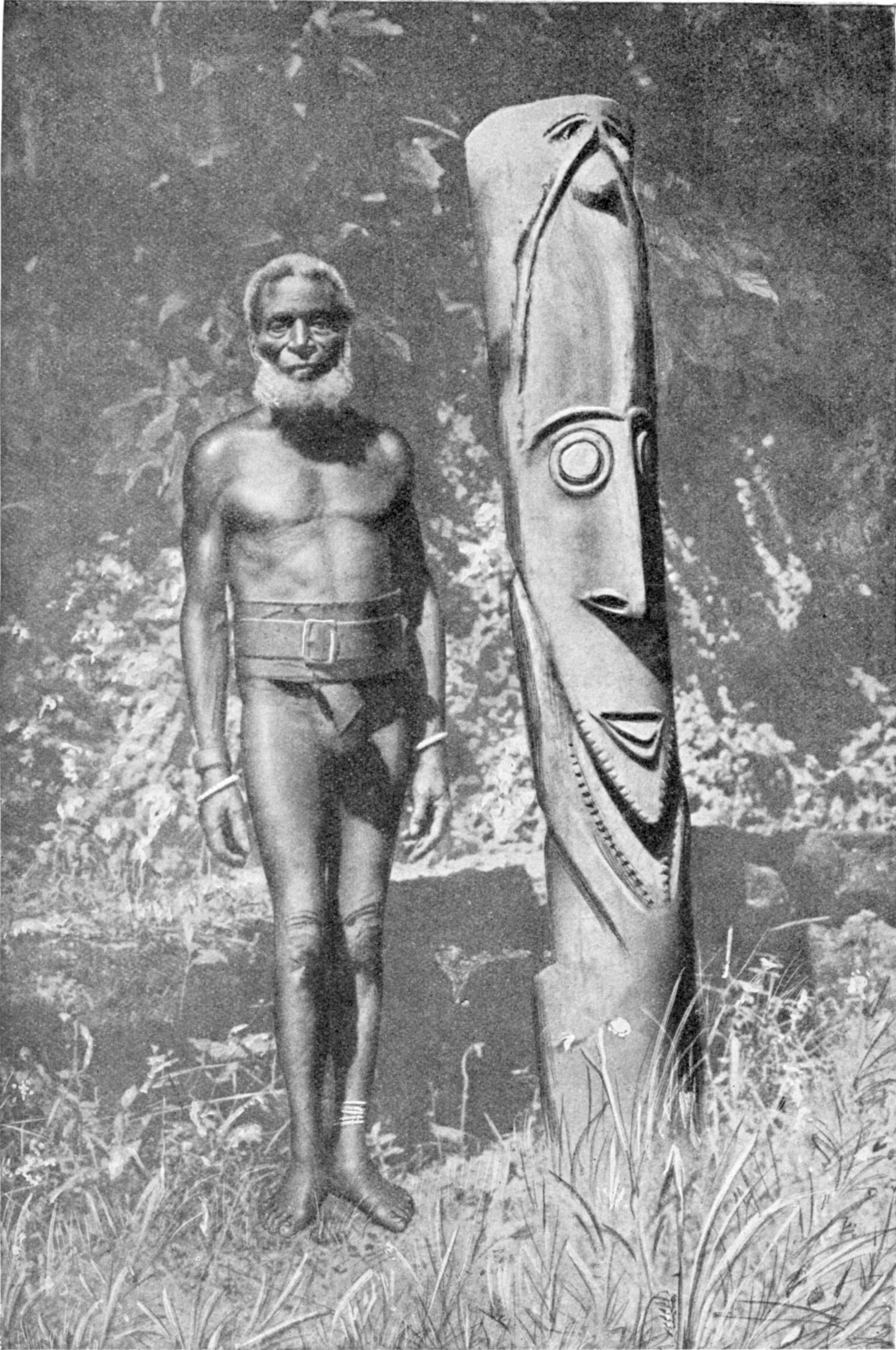
Меланезієць острова Амбрим (Нові Гебриди) біля тотемного стовпа

Меланезі́йці — група австронезійських народів, що населяють острови Меланезії в Тихому океані, що примикають до Австралії та Нової Гвінеї. Разом з Полінезією і Мікронезією складає регіон, званий Океанія. У перекладі з грецької слово «меланезія» означає «чорні острови». Расовий тип — австралоїдний з невеликим монголоїдним елементом, близькі до папуасів Нової Гвінеї і остров'ян Торресової протоки.
Меланезійці заселяють окремі прибережні райони Нової Гвінеї, а також архіпелаг Бісмарка (Нову Британію, Нову Ірландію, острови Адміралтейства), Соломонові острови, Вануату, Нову Каледонію, Фіджі, острови Тробріан і Луїзіада, острови Торресової протоки. Більшість цих островів має вулканічне походження, за розмірами вони більші, ніж полінезійські або мікронезійські, а природні ресурси багатші.

## Історія
Історія меланезійців починається приблизно 40–50 тисяч років тому, коли перші люди з Південно-Східної Азії прибули на острови Меланезії, включаючи Нову Гвінею та прилеглі території. Ці перші поселенці належали до хвилі австралоїдних народів.
Близько 3–4 тисяч років тому на острови прийшли представники австронезійських народів, які почали змішуватись із місцевим населенням. Цей процес сформував сучасну етнічну і культурну мозаїку меланезійського регіону.

### Колоніальний період
У 16–19 століттях європейські дослідники, зокрема іспанці, французи та британці, відкрили й почали колонізувати острови Меланезії. Колоніалізм значно вплинув на суспільний устрій, мови та релігію місцевих народів. У цей час активно впроваджувалось християнство.

### Сучасний період
У XX столітті більшість меланезійських країн здобули незалежність: Папуа Нова Гвінея у 1975 році, Фіджі — у 1970, Соломонові Острови — у 1978, а Вануату — у 1980. Незважаючи на незалежність, багато країн і досі зіштовхуються з економічними викликами та міжетнічними конфліктами.
Меланезійці сьогодні зберігають багату культуру, включаючи традиційні ремесла, музику, танці та вірування, хоча також активно інтегруються у глобальний світ.

## Чисельність
- Соломонові острови — 230 000
- Нові Гебриди — 120 000
- Нова Каледонія — 140 000
- Фіджі — 640 000

## Найчисельніші народи за регіонами
- Соломонові острови: ареаре, квараае, саа, нгела, малуу, лау, фаталека, марово, тробріанці та ін. Цю групу об'єднують під назвою «народи Соломонових островів».
- Вануату (Нові Гебриди): ефате, ндуїндуї, апма, танна, ленакел, великі намба, анейтьюм та ін.
- Архіпелаг Бісмарка: толаї, кілівіла, нехан та ін.
- Нова Каледонія: канаки (меланоновокаледонці), що включають групи пааче, аджийо, харачу, дегу, чамугі, ненгоне, ліфу, іаї та ін.
- Фіджі: фіджійці, ротума.
- Нова Гвінея: адзера, моту та ін.

Меланезія — одна з трьох великих культурних областей в Тихому океані
Держави та острови Меланезії